# Les Tourrettes
Tourrettes – miejscowość i gmina we Francji, w regionie Owernia-Rodan-Alpy, w departamencie Drôme.
Według danych na rok 1990 gminę zamieszkiwało 691 osób, a gęstość zaludnienia wynosiła 94 osób/km² (wśród 2880 gmin regionu Rodan-Alpy Tourrettes plasuje się na 989. miejscu pod względem liczby ludności, natomiast pod względem powierzchni na miejscu 1332.).